# Bastille (Band)/Diskografie
Diese Diskografie ist eine Übersicht über die musikalischen Werke der britischen Indie-Rockband Bastille. Den Quellenangaben und Schallplattenauszeichnungen zufolge hat sie bisher mehr als 34,3 Millionen Tonträger verkauft, davon alleine in ihrer Heimat über 12,1 Millionen. Ihre erfolgreichste Veröffentlichung ist die Single Happier mit über 15,9 Millionen verkauften Einheiten.

## Alben

### Studioalben
| Jahr | Titel                                                        | Höchstplatzierung, Gesamtwochen, AuszeichnungChartplatzierungen (Jahr, Titel, Platzierungen, Wochen, Auszeichnungen, Anmerkungen) | Höchstplatzierung, Gesamtwochen, AuszeichnungChartplatzierungen (Jahr, Titel, Platzierungen, Wochen, Auszeichnungen, Anmerkungen) | Höchstplatzierung, Gesamtwochen, AuszeichnungChartplatzierungen (Jahr, Titel, Platzierungen, Wochen, Auszeichnungen, Anmerkungen) | Höchstplatzierung, Gesamtwochen, AuszeichnungChartplatzierungen (Jahr, Titel, Platzierungen, Wochen, Auszeichnungen, Anmerkungen) | Höchstplatzierung, Gesamtwochen, AuszeichnungChartplatzierungen (Jahr, Titel, Platzierungen, Wochen, Auszeichnungen, Anmerkungen) | Anmerkungen                             |
| Jahr | Titel                                                        | DE | AT | CH | UK | US | Anmerkungen                             |
| ---- | ------------------------------------------------------------ | --- | --- | --- | --- | --- | --------------------------------------- |
| 2013 | Bad Blood / All This Bad Blood                               | DE23 Platin · (53 Wo.)DE | AT31 Platin · (28 Wo.)AT | CH15 (37 Wo.)CH | UK1 ×3Dreifachplatin · (128 Wo.)UK                                                                                                | US11 Platin · (86 Wo.)US | Erstveröffentlichung: 4. März 2013      |
| 2016 | Wild World                                                   | DE6 (6 Wo.)DE | AT5 (3 Wo.)AT | CH5 (5 Wo.)CH | UK1 Gold · (24 Wo.)UK | US4 (7 Wo.)US | Erstveröffentlichung: 9. September 2016 |
| 2019 | Doom Days / Doom Days (This Got Out of Hand)                 | DE9 (3 Wo.)DE | AT10 (2 Wo.)AT | CH8 (4 Wo.)CH | UK4 Gold · (9 Wo.)UK | US5 (2 Wo.)US | Erstveröffentlichung: 14. Juni 2019     |
| 2022 | Give Me the Future / Give Me the Future + Dreams of the Past | DE15 (1 Wo.)DE | AT30 (1 Wo.)AT | CH28 (2 Wo.)CH | UK1 Silber · (3 Wo.)UK | US110 (1 Wo.)US | Erstveröffentlichung: 4. Februar 2022   |
| 2024 | & (Ampersand)                                                | DE31 (1 Wo.)DE | — | — | UK4 (1 Wo.)UK | — | Erstveröffentlichung: 25. Oktober 2024  |

### Livealben
- 2023: MTV Unplugged

### Remixalben
- 2013: Remixed

### Mixtapes
| Jahr | Titel                                 | Höchstplatzierung, Gesamtwochen, AuszeichnungChartplatzierungen (Jahr, Titel, Platzierungen, Wochen, Auszeichnungen, Anmerkungen) | Höchstplatzierung, Gesamtwochen, AuszeichnungChartplatzierungen (Jahr, Titel, Platzierungen, Wochen, Auszeichnungen, Anmerkungen) | Höchstplatzierung, Gesamtwochen, AuszeichnungChartplatzierungen (Jahr, Titel, Platzierungen, Wochen, Auszeichnungen, Anmerkungen) | Höchstplatzierung, Gesamtwochen, AuszeichnungChartplatzierungen (Jahr, Titel, Platzierungen, Wochen, Auszeichnungen, Anmerkungen) | Höchstplatzierung, Gesamtwochen, AuszeichnungChartplatzierungen (Jahr, Titel, Platzierungen, Wochen, Auszeichnungen, Anmerkungen) | Anmerkungen                            |
| Jahr | Titel                                 | DE | AT | CH | UK | US | Anmerkungen                            |
| ---- | ------------------------------------- | --- | --- | --- | --- | --- | -------------------------------------- |
| 2014 | VS. (Other People’s Heartache, Pt. 3) | — | — | — | UK45 (2 Wo.)UK | US87 (1 Wo.)US | Erstveröffentlichung: 5. Dezember 2014 |

Weitere Mixtapes
- 2012: Other People’s Heartache
- 2012: Other People’s Heartache, Pt. 2
- 2018: Other People’s Heartache, Pt. 4

### EPs
| Jahr | Titel | Höchstplatzierung, Gesamtwochen, AuszeichnungChartplatzierungen (Jahr, Titel, Platzierungen, Wochen, Auszeichnungen, Anmerkungen) | Höchstplatzierung, Gesamtwochen, AuszeichnungChartplatzierungen (Jahr, Titel, Platzierungen, Wochen, Auszeichnungen, Anmerkungen) | Höchstplatzierung, Gesamtwochen, AuszeichnungChartplatzierungen (Jahr, Titel, Platzierungen, Wochen, Auszeichnungen, Anmerkungen) | Höchstplatzierung, Gesamtwochen, AuszeichnungChartplatzierungen (Jahr, Titel, Platzierungen, Wochen, Auszeichnungen, Anmerkungen) | Höchstplatzierung, Gesamtwochen, AuszeichnungChartplatzierungen (Jahr, Titel, Platzierungen, Wochen, Auszeichnungen, Anmerkungen) | Anmerkungen                        |
| Jahr | Titel | DE | AT | CH | UK | US | Anmerkungen                        |
| ---- | ----- | --- | --- | --- | --- | --- | ---------------------------------- |
| 2013 | Haunt | — | — | — | — | US104 (2 Wo.)US | Erstveröffentlichung: 28. Mai 2013 |

Weitere EPs
- 2011: Laura Palmer
- 2012: iTunes Festival: London 2012
- 2013: iTunes Festival: London 2013
- 2014: Live in Mexico City 2014
- 2014: Oblivion
- 2017: Spotify Live
- 2017: Apple Music Festival: London 2016
- 2020: Goosebumps

## Singles

### Als Leadmusiker
| Jahr | Titel Album                                               | Höchstplatzierung, Gesamtwochen, AuszeichnungChartplatzierungen (Jahr, Titel, Album, Platzierungen, Wochen, Auszeichnungen, Anmerkungen) | Höchstplatzierung, Gesamtwochen, AuszeichnungChartplatzierungen (Jahr, Titel, Album, Platzierungen, Wochen, Auszeichnungen, Anmerkungen) | Höchstplatzierung, Gesamtwochen, AuszeichnungChartplatzierungen (Jahr, Titel, Album, Platzierungen, Wochen, Auszeichnungen, Anmerkungen) | Höchstplatzierung, Gesamtwochen, AuszeichnungChartplatzierungen (Jahr, Titel, Album, Platzierungen, Wochen, Auszeichnungen, Anmerkungen) | Höchstplatzierung, Gesamtwochen, AuszeichnungChartplatzierungen (Jahr, Titel, Album, Platzierungen, Wochen, Auszeichnungen, Anmerkungen) | Anmerkungen                                                                 |
| Jahr | Titel Album                                               | DE | AT | CH | UK | US | Anmerkungen                                                                 |
| --- | --------------------------------------------------------- | --- | --- | --- | --- | --- | --------------------------------------------------------------------------- |
| 2012 | Flaws Bad Blood                                           | — | — | — | UK21 Gold · (19 Wo.)UK | US— GoldUS | Erstveröffentlichung: 19. Oktober 2012                                      |
| 2012 | Overjoyed –                                               | — | — | — | — | — | Erstveröffentlichung: 30. November 2012                                     |
| 2013 | Pompeii Bad Blood                                         | DE6 ×5Fünffachgold · (41 Wo.)DE | AT3 ×3Dreifachplatin · (30 Wo.)AT | CH5 Gold · (28 Wo.)CH | UK2 ×6Sechsfachplatin · (112 Wo.)UK | US5 ×6Sechsfachplatin · (53 Wo.)US | Erstveröffentlichung: 22. Februar 2013                                      |
| 2013 | Laura Palmer Bad Blood                                    | — | — | — | UK42 Silber · (10 Wo.)UK | — | Erstveröffentlichung: 3. Juni 2013                                          |
| 2013 | Things We Lost in the Fire Bad Blood                      | DE18 Gold · (32 Wo.)DE | AT18 Gold · (19 Wo.)AT | CH53 (8 Wo.)CH | UK28 Gold · (12 Wo.)UK | — | Erstveröffentlichung: 12. August 2013                                       |
| 2013 | Of the Night All This Bad Blood                           | DE10 Gold · (23 Wo.)DE | AT15 Gold · (17 Wo.)AT | CH19 (17 Wo.)CH | UK2 Platin · (20 Wo.)UK | — | Erstveröffentlichung: 18. November 2013                                     |
| 2014 | Pompeii / Waiting All Night –                             | — | — | — | UK21 (3 Wo.)UK | — | Erstveröffentlichung: 19. Februar 2014 mit Rudimental feat. Ella Eyre       |
| 2014 | Bad Blood                                                 | — | — | — | UK90 Silber · (1 Wo.)UK | US95 Gold · (1 Wo.)US | Erstveröffentlichung: 20. Februar 2014                                      |
| 2014 | Oblivion Bad Blood                                        | — | — | — | UK82 Silber · (1 Wo.)UK | — | Erstveröffentlichung: 5. September 2014                                     |
| 2014 | Torn Apart VS. (Other People’s Heartache, Pt. 3)          | — | — | — | — | — | Erstveröffentlichung: 1. Dezember 2014 feat. Grades                         |
| 2016 | Good Grief Wild World                                     | DE46 Gold · (16 Wo.)DE | AT33 Gold · (20 Wo.)AT | — | UK13 ×2Doppelplatin · (23 Wo.)UK | — | Erstveröffentlichung: 16. Juni 2016                                         |
| 2016 | Fake It Wild World                                        | — | — | — | UK83 (1 Wo.)UK | — | Erstveröffentlichung: 29. Juli 2016                                         |
| 2016 | Send Them Off! Wild World                                 | — | — | — | UK76 Silber · (5 Wo.)UK | — | Erstveröffentlichung: 2. September 2016                                     |
| 2017 | Blame Wild World                                          | — | — | — | — | — | Erstveröffentlichung: 6. Januar 2017                                        |
| 2017 | Glory Wild World                                          | — | — | — | — | — | Erstveröffentlichung: 16. Mai 2017                                          |
| 2017 | World Gone Mad Bright (O.S.T.)                            | — | — | CH78 (1 Wo.)CH | UK66 (1 Wo.)UK | — | Erstveröffentlichung: 10. November 2017                                     |
| 2018 | Quarter Past Midnight Doom Days                           | — | — | — | UK65 Silber · (1 Wo.)UK | — | Erstveröffentlichung: 9. Mai 2018                                           |
| 2018 | Happier –                                                 | DE9 ×3Dreifachgold · (38 Wo.)DE | AT5 ×3Dreifachplatin · (37 Wo.)AT | CH10 (44 Wo.)CH | UK2 ×3Dreifachplatin · (44 Wo.)UK | US2 Diamant · (52 Wo.)US | Erstveröffentlichung: 17. August 2018 Verkäufe: 15.983.333; mit Marshmello  |
| 2018 | Grip –                                                    | — | — | — | — | — | Erstveröffentlichung: 7. Dezember 2018 mit SeeB                             |
| 2019 | Doom Days                                                 | — | — | — | UK65 (1 Wo.)UK | — | Erstveröffentlichung: 25. April 2019                                        |
| 2019 | Joy Doom Days                                             | — | — | — | UK46 Silber · (9 Wo.)UK | — | Erstveröffentlichung: 2. Mai 2019                                           |
| 2019 | Those Nights Doom Days                                    | — | — | — | — | — | Erstveröffentlichung: 4. Juni 2019                                          |
| 2019 | Another Place Doom Days (This Got Out of Hand)            | — | — | — | — | — | Erstveröffentlichung: 1. November 2019 mit Alessia Cara                     |
| 2019 | Can’t Fight This Feeling Doom Days (This Got Out of Hand) | — | — | — | UK39 (5 Wo.)UK | — | Erstveröffentlichung: 19. November 2019 feat. London Contemporary Orchestra |
| 2020 | What You Gonna Do??? Goosebumps                           | — | — | — | — | — | Erstveröffentlichung: 31. Juli 2020 feat. Graham Coxon                      |
| 2020 | Survivin‘ Goosebumps                                      | — | — | — | — | — | Erstveröffentlichung: 25. September 2020                                    |
| 2021 | Distorted Light Beam Give Me the Future                   | — | — | — | — | — | Erstveröffentlichung: 25. Juni 2021                                         |
| 2021 | Give Me the Future                                        | — | — | — | — | — | Erstveröffentlichung: 15. Juli 2021                                         |
| 2021 | Thelma + Louise Give Me the Future                        | — | — | — | — | — | Erstveröffentlichung: 18. August 2021                                       |
| 2021 | No Bad Days Give Me the Future                            | — | — | — | — | — | Erstveröffentlichung: 19. Oktober 2021                                      |
| 2022 | Shut Off the Lights Give Me the Future                    | — | — | — | — | — | Erstveröffentlichung: 22. Januar 2022                                       |
| 2022 | Run Into Trouble Give Me the Future + Dreams of the Past  | — | — | — | — | — | Erstveröffentlichung: 1. April 2022 mit Alok                                |
| 2022 | Remind Me Give Me the Future + Dreams of the Past         | — | — | — | — | — | Erstveröffentlichung: 7. Juli 2022                                          |
| 2022 | Revolution Give Me the Future + Dreams of the Past        | — | — | — | — | — | Erstveröffentlichung: 28. Juli 2022                                         |
| 2023 | Head Down –                                               | DE28 (17 Wo.)DE | AT58 (4 Wo.)AT | CH87 (2 Wo.)CH | UK78 (1 Wo.)UK | — | Erstveröffentlichung: 29. Dezember 2023 mit Lost Frequencies                |
| Folgende Lieder erschienen nicht als Single, wurden aber durch das Album zum Download und Streaming bereitgestellt und konnten somit eine Platzierung erlangen: |                                                           | | | | | |                                                                             |
| |                                                           | | | | | |                                                                             |
| 2014 | Bad News Oblivion                                         | — | — | — | UK98 (1 Wo.)UK | — |                                                                             |

### Als Gastmusiker
| Jahr | Titel Album                         | Höchstplatzierung, Gesamtwochen, AuszeichnungChartplatzierungen (Jahr, Titel, Album, Platzierungen, Wochen, Auszeichnungen, Anmerkungen) | Höchstplatzierung, Gesamtwochen, AuszeichnungChartplatzierungen (Jahr, Titel, Album, Platzierungen, Wochen, Auszeichnungen, Anmerkungen) | Höchstplatzierung, Gesamtwochen, AuszeichnungChartplatzierungen (Jahr, Titel, Album, Platzierungen, Wochen, Auszeichnungen, Anmerkungen) | Höchstplatzierung, Gesamtwochen, AuszeichnungChartplatzierungen (Jahr, Titel, Album, Platzierungen, Wochen, Auszeichnungen, Anmerkungen) | Höchstplatzierung, Gesamtwochen, AuszeichnungChartplatzierungen (Jahr, Titel, Album, Platzierungen, Wochen, Auszeichnungen, Anmerkungen) | Anmerkungen                                                                                |
| Jahr | Titel Album                         | DE | AT | CH | UK | US | Anmerkungen                                                                                |
| ---- | ----------------------------------- | --- | --- | --- | --- | --- | ------------------------------------------------------------------------------------------ |
| 2013 | No One’s Here to Sleep Hotel Cabana | — | — | — | — | — | Erstveröffentlichung: 23. August 2013 Naughty Boy feat. Bastille                           |
| 2014 | Do They Know It’s Christmas? –      | DE2 Gold · (15 Wo.)DE | AT5 (9 Wo.)AT | CH5 (7 Wo.)CH | UK1 Platin · (6 Wo.)UK | US63 (1 Wo.)US | Erstveröffentlichung: 17. November 2014 Verkäufe: + 751.000; als Teil von Band Aid 30      |
| 2017 | Bridge over Troubled Water –        | — | — | — | UK1 Gold · (6 Wo.)UK | — | Erstveröffentlichung: 21. Juni 2017 Verkäufe: + 400.000; als Teil von Artists for Grenfell |
| 2017 | I Know You The Time Is Now          | DE92 (1 Wo.)DE | — | CH65 (1 Wo.)CH | UK5 Platin · (20 Wo.)UK | — | Erstveröffentlichung: 24. November 2017 Craig David feat. Bastille                         |

## Statistik

### Chartauswertung
|                     | DE    | AT    | CH    | UK    | US    |
| ------------------- | ----- | ----- | ----- | ----- | ----- |
| Nummer-eins-Alben   | DE—DE | AT—AT | CH—CH | UK3UK | US—US |
| Top-10-Alben        | DE2DE | AT2AT | CH2CH | UK5UK | US2US |
| Alben in den Charts | DE5DE | AT4AT | CH4CH | UK6UK | US6US |

|                       | DE    | AT    | CH    | UK     | US    |
| --------------------- | ----- | ----- | ----- | ------ | ----- |
| Nummer-eins-Singles   | DE—DE | AT—AT | CH—CH | UK—UK  | US—US |
| Top-10-Singles        | DE3DE | AT2AT | CH2CH | UK4UK  | US2US |
| Singles in den Charts | DE7DE | AT6AT | CH7CH | UK20UK | US3US |

### Auszeichnungen für Musikverkäufe
| Land/RegionAuszeichnungen für Musikverkäufe (Land/Region, Auszeichnungen, Verkäufe, Quellen) | Silber     | Gold       | Platin         | Diamant       | Verkäufe   | Quellen                 |
| -------------------------------------------------------------------------------------------- | ---------- | ---------- | -------------- | ------------- | ---------- | ----------------------- |
| Australien (ARIA)                                                                            | —          | Gold1      | 17× Platin17   | —             | 1.225.000  | aria.com.au             |
| Belgien (BRMA)                                                                               | —          | Gold1      | 4× Platin4     | —             | 135.000    | ultratop.be             |
| Brasilien (PMB)                                                                              | —          | 3× Gold3   | 2× Platin2     | 8× Diamant8   | 1.670.000  | pro-musicabr.org.br     |
| Dänemark (IFPI)                                                                              | —          | Gold1      | 8× Platin8     | —             | 470.000    | ifpi.dk                 |
| Deutschland (BVMI)                                                                           | —          | 6× Gold6   | 4× Platin4     | —             | 2.250.000  | musikindustrie.de       |
| Frankreich (SNEP)                                                                            | —          | —          | —              | Diamant1      | 333.333    | snepmusique.com         |
| Irland (IRMA)                                                                                | —          | Gold1      | —              | —             | 7.500      | irishcharts.ie          |
| Italien (FIMI)                                                                               | —          | 4× Gold4   | 6× Platin6     | —             | 350.000    | fimi.it                 |
| Japan (RIAJ)                                                                                 | —          | Gold1      | —              | —             | —          | riaj.or.jp              |
| Kanada (MC)                                                                                  | —          | Gold1      | 9× Platin9     | —             | 760.000    | musiccanada.com         |
| Mexiko (AMPROFON)                                                                            | —          | Gold1      | 4× Platin4     | —             | 270.000    | amprofon.com.mx         |
| Neuseeland (RMNZ)                                                                            | —          | 2× Gold2   | 12× Platin12   | —             | 360.000    | radioscope.co.nz NZ2    |
| Niederlande (NVPI)                                                                           | —          | Gold1      | —              | —             | 25.000     | nvpi.nl                 |
| Österreich (IFPI)                                                                            | —          | 3× Gold3   | 7× Platin7     | —             | 240.000    | ifpi.at                 |
| Polen (ZPAV)                                                                                 | —          | Gold1      | 5× Platin5     | —             | 245.000    | olis.pl                 |
| Portugal (AFP)                                                                               | —          | —          | 3× Platin3     | —             | 30.000     | Einzelnachweise         |
| Schweden (IFPI)                                                                              | —          | Gold1      | 11× Platin11   | —             | 580.000    | sverigetopplistan.se    |
| Schweiz (IFPI)                                                                               | —          | Gold1      | —              | —             | 15.000     | hitparade.ch            |
| Singapur (RIAS)                                                                              | —          | Gold1      | —              | —             | 5.000      | rias.org.sg             |
| Spanien (Promusicae)                                                                         | —          | Gold1      | 4× Platin4     | —             | 240.000    | elportaldemusica.es ES2 |
| Südafrika (RISA)                                                                             | —          | Gold1      | —              | —             | 20.000     | Einzelnachweise         |
| Ungarn (MAHASZ)                                                                              | —          | 2× Gold2   | —              | —             | 4.000      | slagerlistak.hu         |
| Vereinigte Staaten (RIAA)                                                                    | —          | 2× Gold2   | 7× Platin7     | Diamant1      | 18.000.000 | riaa.com                |
| Vereinigtes Königreich (BPI)                                                                 | 8× Silber8 | 6× Gold6   | 16× Platin16   | —             | 12.161.000 | bpi.co.uk               |
| Insgesamt                                                                                    | 8× Silber8 | 42× Gold42 | 119× Platin119 | 10× Diamant10 |            |                         |